# Like Wow!
"Like Wow!" es el único sencillo oficial de Leslie Carter. Como su álbum debut nunca fue publicado, el sencillo "Like Wow!" y su promoción es la única música publicada oficialmente por Leslie. La canción aparece en la banda sonora de Shrek y suena en los créditos finales de la película. La canción también aparece en el juego de Nintendo GameCube Donkey Konga.

## Lista de canciones
CD Promocional USA
1. "Like Wow!" (Radio Edit)

CD Sencillo USA
1. "Like Wow!" (Radio Edit)
2. "True"

CD Sencillo AUS
1. "Like Wow!"
2. "Shy Guy"
3. "Too Much Too Soon"
4. "I Wanna Be Your Girl"

## Historial de publicación
| País           | Fecha               | Formato     |
| -------------- | ------------------- | ----------- |
| Estados Unidos | 13 de enero de 2001 | CD Sencillo |
| Australia      | 12 de junio de 2001 | CD Sencillo |

## Videoclip
El videoclip fue visto raramente (aunque fue emitido en Nickelodeon y está en YouTube), y no fue incluido en ninguna publicación. En él aparecen Leslie y su novio en escenas animadas con colores brillantes. Fue dirigido por Gregory Dark.
Según Stylus Magazine, Carter nunca quiso grabar su álbum debut, pero fue presionada por su madre. Stylus Magazine también afirma que el vídeo costó 350.000$.

## Rendimiento en las listas
| Listas (2001)        | Posición más alta |
| -------------------- | ----------------- |
| US Billboard Hot 100 | 99                |